# 8121 Альтдорфер
8121 Альтдорфер (2572 P-L, 1972 GR1, 1990 SU29, 8121 Altdorfer) — астероїд головного поясу.
Тіссеранів параметр щодо Юпітера — 3,629.